# 蒙古虫实
蒙古虫实（学名：Corispermum mongolicum）为苋科虫实属的植物。分布于西伯利亚、蒙古以及中国大陆的内蒙古、甘肃、宁夏、新疆等地，生长于海拔1,800米至2,800米的地区，见于固定沙丘、沙质戈壁及沙质草原，目前尚未由人工引种栽培。
种加名 mongolicum 意为“蒙古的”。